# Mount Robson Provincial Park
Der Mount Robson Provincial Park (auch nur Mount Robson Park) ist ein Provincial Park in der kanadischen Provinz British Columbia. Er liegt in den kanadischen Rocky Mountains und gehört zum Weltnaturerbe der UNESCO.

## Anlage

Lage des Mount Robson Provincial Parks

Der Park liegt an der Provinzgrenze zu Alberta und grenzt westlich an den Jasper-Nationalpark. Das 2248 km² große Schutzgebiet erstreckt sich um den 3954 m hohen Mount Robson, dem höchsten Berg der kanadischen Rocky Mountains. Durch den Park verläuft der Yellowhead Highway über den 1146 Meter hoch gelegenen Yellowhead Pass, der die Grenze zu Alberta bildet. Parallel zur Straße verlaufen noch eine Eisenbahnstrecke, eine Pipeline und wichtige Glasfaserkabel durch den Park. Der größte See im Parkgebiet ist der über elf Kilometer lange und bis zu 1,9 Kilometer breite Moose Lake, weitere größere Seen sind der Yellowhead Lake, der Whitney Lake und der Berg Lake. Der Fraser River entspringt im Südwesten des Parks, durchfließt den Moose Lake und stürzt über die neun Meter hohen Overlander Falls.
Westlich des Parks, vier Kilometer vor der Siedlung Tête Jaune Cache liegt der 1991 gegründete, 49 Hektar große Rearguard Falls Provincial Park mit einem weiteren Wasserfall des Fraser River, den sechs Meter hohen Rearguard Falls.
Bei dem Park handelt es sich um ein Schutzgebiet der Kategorie II (Nationalpark).

## Geschichte
Der Park wurde 1913 durch ein Gesetz der Legislative British Columbias gegründet und ist damit, nach dem 1911 eingerichteten Strathcona Provincial Park, der zweitälteste der Provincial Parks in British Columbia. Seit 1990 gehört er als Teil der Canadian Rocky Mountain Parks mit zum Weltnaturerbe, das außerdem die Nationalparks Banff, Jasper, Yoho und Kootenay sowie die Provincial Parks Mount Assiniboine und Hamber umfasst.

## Flora und Fauna
Das Ökosystem von British Columbia wird in verschiedene biogeoklimatischen Zonen eingeteilt. Biogeoklimatische Zonen zeichnen sich durch ein grundsätzlich identisches oder sehr ähnliches Klima sowie gleiche oder sehr ähnliche biologische und geologische Voraussetzungen aus. In den jeweiligen Zonen gibt es einen sehr ähnlichen Bestand an Pflanzen und Tieren. Innerhalb des Systems wird das Parkgebiet sowohl der Englemann Spruce-Subalpine Fir Zone mit der Moist Mild Subzone als auch der Sub-boreal Spruce Zone mit der Dry Hot Subzone zugeordnet.
Die tieferen Lagen des Parks sind mit Bergwald aus Douglasien, Engelmann-Fichten und Schwarz-Fichten bedeckt. In den Sümpfen am unteren Ende des Moose Lake leben Elche, daneben leben in den Wäldern Maultier- und Weißwedelhirsche sowie  Schwarzbären. In den höheren Lagen oberhalb der Baumgrenze und in den Felsregionen kommen Waldkaribus, Grizzlybären, Schneeziegen, Dickhornschafe, Eisgraue Murmeltiere und Pikas vor. Die Parkverwaltung zählt über 180 verschiedene Vogelarten im Parkgebiet. Die Rearguard Falls sind im Herbst Endstation für viele Königslachse auf ihrem 1200 Kilometer langen Weg durch den Fraser River zu ihren Laichgründen.

## Aktivitäten
Am Mount Robson-Aussichtspunkt am Yellowhead Highway liegt das Besucherzentrum des Parks. Im Park liegen mehrere Picknickbereiche sowie drei Campingplätze. Durch den Park führen zahlreiche Wanderwege, darunter der 22 Kilometer lange Berg Lake Trail.
Der Park hat 180 (teilweise reservierbare) Stellplätze für Wohnmobile und Zelte und verfügt über Sanitäranlagen mit Dusche.

## Medien

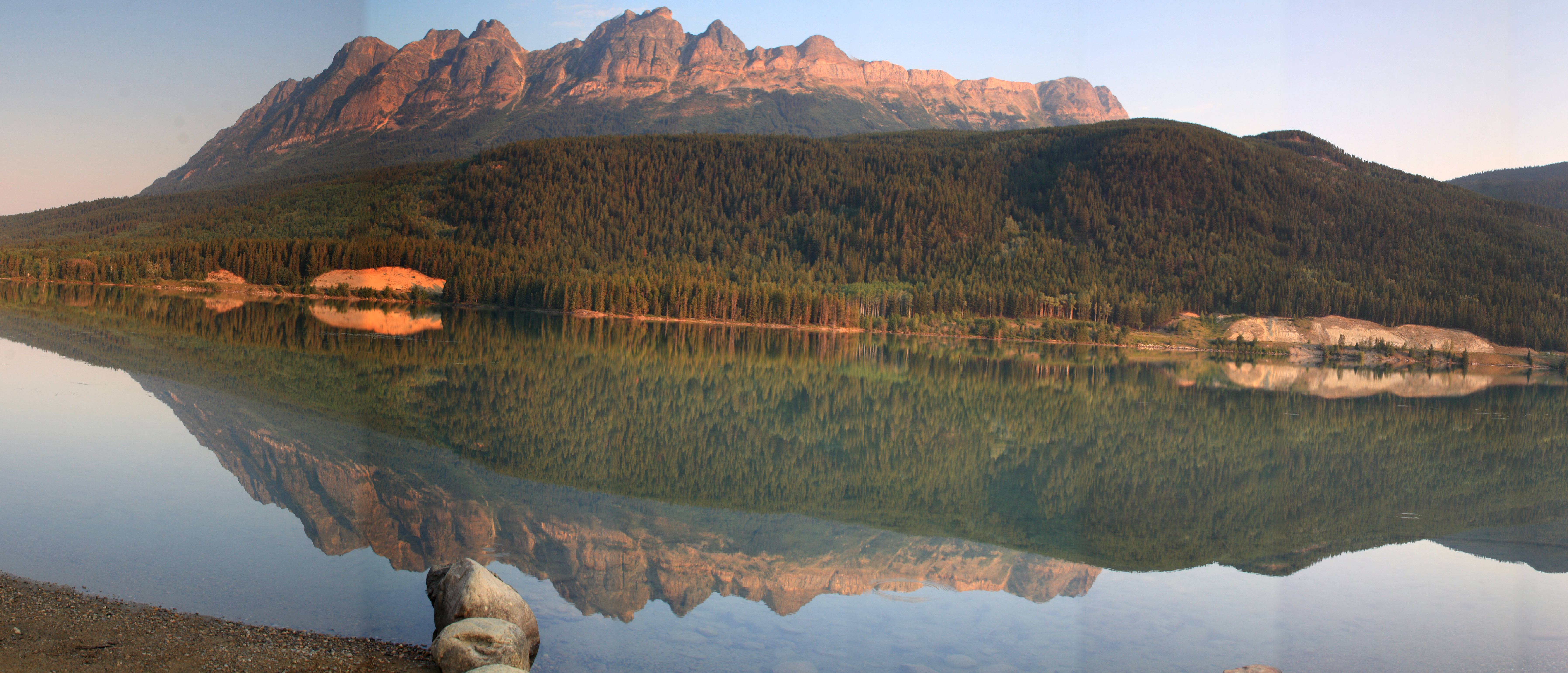
Yellowhead Lake
- Karibu im Mount Robson Provincial Park
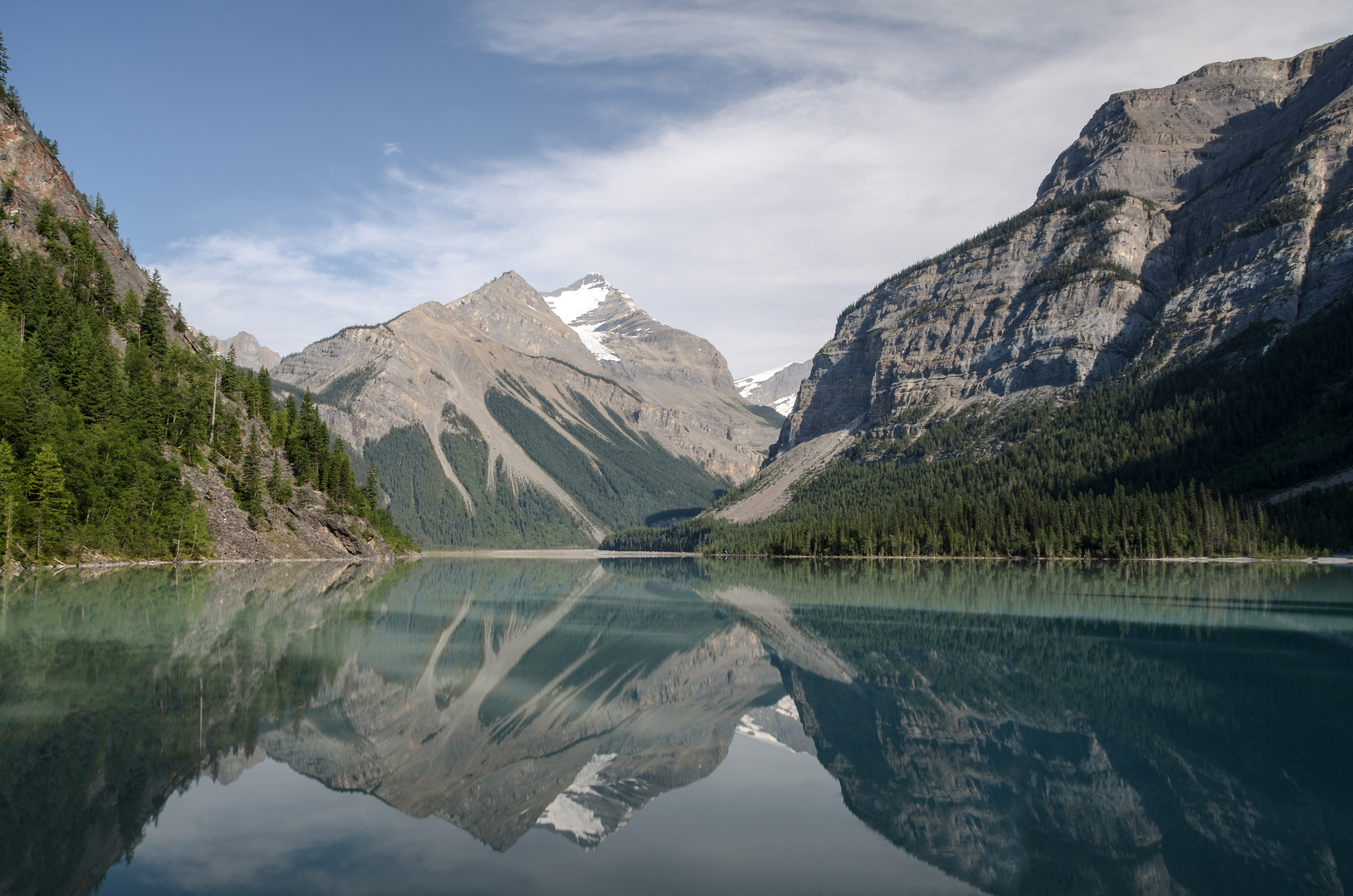
Lake Kinney mit Mount Whitehorn